# 趙重応
趙 重応（ちょう じゅうおう、1860年11月4日 - 1919年8月25日）は、李氏朝鮮末期から大韓帝国期の政治家。現在の大韓民国では、丁未七賊、庚戌国賊及び親日派の一人とされている。

## 生涯
漢城の少論派両班の家に生まれる。幼少期から儒教を学び、光緒4年（1878年）12月に成均館中学東斎に入学し、館学儒生として2年間学んだ。
光緒6年（1880年）に初試に合格し、殿上に昇進した後は、光緒9年（1883年）10月から西北辺界調査委員に任命され、シベリア・満州・外蒙古等の地を調査した。光緒11年（1885年）に帰国した後は、成均館に戻り北防南開論を主張したが、反日勢力である驪興閔氏の弾劾を受けて、全羅道宝城に流配された。光緒16年（1890年）に特赦されてからは、再び成均館に戻った。
光緒20年（1894年）に日清戦争が勃発する直前に、李垠の随行員として日本へ渡った後に外務衙門の参議となり、この頃から日本と親密な関係を築くようになる。
開国504年（1895年）の乙未事変の際は、法部刑事局長として閔妃を廃妃とするなどの事後処理にあたった。
建陽元年（1896年）の露館播遷により、2年後の光武2年（1898年）に金弘集内閣が崩壊すると、職責を奪われ、日本での亡命を余儀なくされた。その間、近代的な農業技術を日本人技術者から伝授され、政治学と法律学を学んだ後、光武10年（1906年）8月に特赦されて帰国した。
光武10年（1906年）10月には統監府嘱託に任命され、農事問題を担当した後は、光武11年（1907年）5月に李完用内閣の法部大臣に任命されると同時に、刑法改定総裁も務めた。また、同年7月24日に行なわれた第三次日韓協約の締結に尽力した事から、8月には勲二等太極章を授与され、正二品資憲大夫に昇任した。
隆熙2年（1908年）5月には農商工部大臣に任ぜられ、従一品崇政大夫と宮中警衛監督も兼任した。
隆熙4年（1910年）8月には大勲位李花大綬章を授与され、日韓併合条約の締結にも大きく貢献した。この功により同年10月16日には、朝鮮貴族として子爵に列せられ、朝鮮総督府中枢院の顧問を務めた。

## 死後の評価
2002年に「民族の精気を立てる国会議員の集い」が光復会とともに発表した親日派708人名簿と、2005年に民族問題研究所で親日人名辞書に収録するために整理した親日人名辞書収録予定者1次名簿において選定された。また、2006年に日本統治時代初期の親日反民族行為106人名簿が発表された際にも選定された。
2007年に、親日反民族行為者財産調査委員会は趙重応の財産を国家に還収することに決めたが、子孫達がこれを不服として訴訟を起こした。

## 栄典
位階
- 1919年（大正8年）8月24日 - 従三位[1]

勲章等
- 1915年（大正4年）11月10日 - 大礼記念章[2]
- 1919年（大正8年）8月24日 - 旭日桐花大綬章[1]

## 参考資料
- 「朝鮮王族と朝鮮貴族（韓国併合時）」の「子爵1＃趙重應」